# Бекоджи
Бекоджи (амх. በቆጂ) — город в центральной части Эфиопии, в регионе Оромия.
Город был построен во время Итальянской оккупации Эфиопии (Итальянская Восточная Африка), в 56 км к югу от города Асэлла, и изначально функционировал в качестве форта.

## Климат
| Показатель                    | Янв. | Фев. | Март | Апр. | Май  | Июнь | Июль | Авг. | Сен. | Окт. | Нояб. | Дек. | Год  |
| ----------------------------- | ---- | ---- | ---- | ---- | ---- | ---- | ---- | ---- | ---- | ---- | ----- | ---- | ---- |
| Средний суточный максимум, °C | 20,9 | 21,4 | 14,6 | 20,6 | 20,1 | 19,2 | 16,7 | 16,8 | 17,9 | 18,4 | 19,5  | 20,5 | 19,4 |
| Средняя температура, °C       | 13,2 | 14,1 | 14,6 | 14,3 | 13,8 | 13,1 | 11,9 | 11,9 | 12,4 | 12,2 | 12,4  | 12,5 | 13   |
| Средний суточный минимум, °C  | 5,6  | 6,8  | 7,7  | 8,1  | 7,6  | 7    | 7,2  | 7    | 6,9  | 6,1  | 5,3   | 4,5  | 6,6  |
| Норма осадков, мм             | 33   | 50   | 82   | 89   | 101  | 109  | 191  | 177  | 106  | 61   | 22    | 12   | 1033 |
| Источник: Climate-Data        |      |      |      |      |      |      |      |      |      |      |       |      |      |

## Население
Согласно данным Центрального статистического агентства Эфиопии за 2005 год, общая численность населения составляет 16 730 человек, из которых 7999 мужчин и 8 731 женщин.
| Численность населения | Численность населения | Численность населения | Численность населения |
| 1994                  | 2005                  | 2007                  | 2022                  |
| --------------------- | --------------------- | --------------------- | --------------------- |
| 9 367                 | ↗16 730               | ↗17 741               | ↗36 800               |

### Известные уроженцы
- Дерарту Тулу — бегунья на длинные дистанции, двукратная олимпийская чемпионка в беге на 10 000 метров;
- Кенениса Бекеле — легкоатлет, бегущий на дистанциях 5 000 и 10 000 метров;
- Эджегайеху Дибаба — бегунья на длинные дистанции;
- Тирунеш Дибаба — бегунья на длинные дистанции;
- Тарику Бекеле — бегун на средние длинные дистанции;
- Гензебе Дибаба — бегунья на длинные дистанции.

## Награды
В 2019 году Бекоджи стал одним из городов, награждённых престижной мемориальной доской Международной федерации легкой атлетики за выдающийся вклад и огромное влияние на историческое развитие легкой атлетики в своих странах и за их пределами.